# 柿沼竹雄

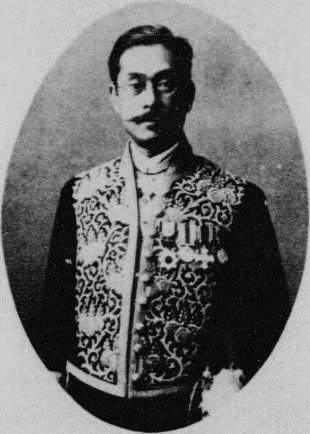
柿沼竹雄

柿沼 竹雄（かきぬま たけお、1868年 8月20日（慶応4年7月3日） - 1951年（昭和26年））は、日本の文部・内務官僚。官選県知事。

## 経歴
下野国都賀郡鹿沼町（現栃木県鹿沼市）出身。今宮神社社家・柿沼雅雄の長男として生まれる。祖父、日光二荒山神社宮司・柿沼広身の薫陶を受けた。柿沼の教育のため一家で東京に移住。
第一高等学校を経て、1898年、東京帝国大学法科大学政治学科を卒業。文部省に入省。1900年11月、文官高等試験行政科試験に合格した。
1901年4月、福島県視学官に就任。以後、徳島県視学官、同県事務官、宮崎県事務官・第一部長兼第三部長、山梨県事務官・内務部長、岩手県内務部長などを歴任。
1916年10月、高知県知事に就任。県庁舎・県会議事堂の改築、水害対策などに尽力。1919年4月、岩手県知事に転任。1922年10月、知事を休職。1923年2月28日に依願免本官となり退官した。
その後、愛国婦人会事務局長、実践女学校専務顧問、済生会理事などを務めた。

## 栄典
- 1912年（大正元年）12月18日 - 勲四等瑞宝章[9]

## 著作
- 『柿沼廣身略伝』柿沼菊雄発行・編集、1979年。※祖父の伝記。